# Sony Ericsson J210i
El Sony Ericsson J210i es un modelo de teléfono móvil de gama baja distribuido por Sony Ericsson en el año 2006.

## Especificaciones
| Bandas       | GSM 900/1800/1900 (tribanda)                                                        |
| Peso         | 74g                                                                                 |
| Dimensiones  | 101 x 43 x 19 mm                                                                    |
| Pantalla     | STN LCD 65.536 colores (16 bit) 128 x 128 pixel                                     |
| Sonido       | Polifónico 32 voces                                                                 |
| Memoria      | 600 kB                                                                              |
| Batería      | Li-ion 4,50 horas (conversación) 200 horas (8,3 días) (espera)                      |
| Colores      | Mineral Silver (Gris) Floral Green (Verde)                                          |
| Conectividad | GPRS Clase 8 (4+1 slots) con velocidad de transferencia de 32-40 kbit/s Infrarrojos |
| Mensajería   | MMS SMS                                                                             |
| Internet     | WAP 1.2.1                                                                           |